# Палермо, Оливия
Оли́вия Пале́рмо (англ. Olivia Palermo; род. 28 февраля 1986, Нью-Йорк, США) — американская светская львица, модельер
 и предпринимательница.
Широкую известность получила, когда подала в суд на сайт socialiterank.com за публикацию письма, которое оказалось фальшивым. 4 мая 2007 года она попала в новостной выпуск журнала New York Magazine.

## Юность
Палермо родилась в Нью-Йорке и выросла в Верхнем Ист-Сайде и в Гринуиче, штат Коннектикут. Её отец — девелопер недвижимости, а мать — дизайнер интерьеров. У неё есть так же младший брат, Грант. Палермо посещала начальную школу Найтингейл-Бэмфорд на Манхэттене и среднюю школу Святого Луки в Нью-Канаане, штат Коннектикут, позднее Американский университет в Париже и новую школу в Нью-Йорке. Имела трудности с обучением. Палермо имеет итальянское происхождение. Фотограф Патрик Макмаллан заметил её на аукционе, а затем сфотографировал в окрестностях города. Она является членом комитета «Friends Committee of New Yorkers For Children» и «Operation Smile».

## Карьера
Палермо начала свою карьеру с участия в сериале «Город» в 2008 году. Сериал транслировался в течение двух сезонов с 2008 по 2010 год и был посвящен личной и профессиональной жизни нескольких девушек, проживающих в Нью-Йорке. В рамках шоу Палермо работала на Диану фон Фюрстенберг, а затем в отделе аксессуаров журнала Elle.
В 2009 году Палермо подписала контракт с агентством талантов «Wilhelmina International Inc.», чтобы полностью сосредоточиться на развитии своего бренда. В 2011 году она стала приглашенным редактором ныне несуществующего журнала The Gap Piperlime.com, а также участвовала в качестве приглашенного судьи в 9 сезоне проекта «Подиум». В 2010 году Палермо создала осенне-зимние коллекции Mango и Hogan. В октябре 2011 года Палермо запустила свой личный веб-сайт, который состоит из редакционного контента о моде, красоте и образе жизни. Она также участвовала в качестве приглашенного судьи в 7 сезоне шоу Топ-модель по-британски. В 2012 году, газета "New York Post" назвала Палермо самой стильной жительницей Нью-Йорка. В августе 2018 года Палермо появилась на обложке журнала Glamour Mexico и сняла передовицы для журналов, включая Grazia Australia и ¡Hola! Fashion Magazine. Она была также на обложках таких журналов, как Cosmopolitan, InStyle, Elle, Flare, Marie Claire, Arcadia, Lucky, Brides , Harper's Bazaar, L’Officiel, Tatler и Stella. Палермо был лицом брендов, таких как Aerin, Max&Co и Banana Republic.
В 2010 году Палермо запустила совместную лимитированную ювелирную коллекцию с Робертой Фрейманн и стала лицом коллекции Mediterraneo от испанского ювелирного бренда Carrera y Carrera. В августе 2011 года Стюарт Вейцман пригласил Палермо разработать коллекцию обуви для благотворительности. Позже, в 2014 году, она разработала коллекцию солнцезащитных очков для американского бренда Westward Leaning, и процент от каждой продажи пошёл на поддержку таки проектов, как Association for Development, Alternative Commerce, и Micro Credits's Masaai Project. В 2014 году Палермо сотрудничала с итальянской обувной маркой Aquazzura.
В 2015 году Палермо работала над коллекциями бренда Aspinal of London, американским брендом ювелирных изделий и аксессуаров Baublebar и косметической компанией Ciaté London. Сотрудничество Палермо с брендом Ciaté включало в себя линию косметики и лака для ногтей. В 2016 году она стала партнёром компании Nordstrom, а в 2017 — Banana Republic.
В 2017 году Палермо сотрудничала с брендом аксессуаров Meli Melo над коллекцией «Severine». Лондонский бренд, известный своими высококачественными материалами и мастерством исполнения, сотрудничал с Палермо, чтобы создать сумку, она имела пять различных оттенков и была сделана по образцу скульптурных работ архитектора и художника Макса Билля.

## Личная жизнь
В 2014 году Палермо вышла замуж за немецкого манекенщика, Йоханнеса Хьюбла.